# Nati nel 1964/Gennaio
| Questa pagina contiene informazioni ricavate automaticamente dalle voci biografiche con l'ausilio del template Bio e di un bot. L'aggiornamento è periodico e automatico e ricostruisce completamente la pagina. Se manca una persona in questa lista, sei pregato di non aggiungerla, ma accertati piuttosto che la sua voce biografica contenga il template Bio e che i dati anagrafici siano correttamente compilati. Se il template Bio manca, inseriscilo tu stesso o, in alternativa, metti l'avviso {{tmp\|Bio}} che ne segnala la mancanza. Se i dati riportati sono sbagliati, correggi direttamente la voce biografica; le modifiche saranno visibili in questa lista entro pochi giorni. Per chiarimenti vedi il progetto biografie. La lista contiene solo le 335 persone che sono citate nell'enciclopedia e per le quali è stato implementato correttamente il template Bio. Pagina aggiornata al 18 ago 2025. |

- 1º gennaio - Mahdi Al-Ragdi, ex giocatore di calcio a 5 saudita
- 1º gennaio - Rima Batalova, ex atleta paralimpica, dirigente sportiva e politica russa
- 1º gennaio - Moussa Dadis Camara, militare guineano
- 1º gennaio - Massimo Ceccoli, ex calciatore sammarinese
- 1º gennaio - Rubén Celiberti, ballerino, coreografo e cantante argentino
- 1º gennaio - Walter Da Pozzo, attore, drammaturgo e sceneggiatore italiano († 2019)
- 1º gennaio - Juliana Donald, attrice statunitense
- 1º gennaio - Ron Gilbert, autore di videogiochi statunitense
- 1º gennaio - Paolo Giulietti, arcivescovo cattolico italiano
- 1º gennaio - Rawi Hage, scrittore e fotografo canadese
- 1º gennaio - Sayuri Ichiishi, animatrice giapponese
- 1º gennaio - Khaled Khalifa, scrittore e poeta siriano († 2023)
- 1º gennaio - Toni Kordic, ex cestista canadese
- 1º gennaio - Yunan Tombe Trille Kuku Andali, vescovo cattolico sudanese
- 1º gennaio - Aleksandr Lapin, generale russo
- 1º gennaio - Heinz Lüthi, pilota motociclistico svizzero
- 1º gennaio - Stephen Norrington, regista e effettista britannico
- 1º gennaio - Dedee Pfeiffer, attrice statunitense
- 1º gennaio - Franz Rossi, scrittore e blogger italiano
- 1º gennaio - Aleksejs Šarando, ex calciatore lettone
- 1º gennaio - Camelia Solovăstru, ex cestista rumena
- 1º gennaio - Ken Yaremchuk, ex hockeista su ghiaccio canadese
- 1º gennaio - Antonio Zequila, attore e personaggio televisivo italiano
- 1º gennaio - Natal'ja Čerkačeva, ex cestista russa
- 2 gennaio - Ingo Anderbrügge, allenatore di calcio e ex calciatore tedesco
- 2 gennaio - Luis d'Antín, dirigente sportivo e pilota motociclistico spagnolo
- 2 gennaio - Arsen Avakov, politico ucraino
- 2 gennaio - Tat'jana Černeckaja, ex pentatleta sovietica
- 2 gennaio - Dominic Montserrat, egittologo e papirologo britannico († 2004)
- 2 gennaio - Ignacio Rambla, cavaliere spagnolo
- 2 gennaio - Christian Welp, cestista e allenatore di pallacanestro tedesco († 2015)
- 2 gennaio - Pernell Whitaker, pugile statunitense († 2019)
- 2 gennaio - Wolfgang de Beer, calciatore e allenatore di calcio tedesco († 2024)
- 3 gennaio - Clara Aguilera, politica spagnola
- 3 gennaio - Julian Leow Beng Kim, arcivescovo cattolico malese
- 3 gennaio - Roberto Cravero, dirigente sportivo e ex calciatore italiano
- 3 gennaio - Pascal Jaccard, ex ciclista su strada svizzero
- 3 gennaio - Buck Johnson, cestista statunitense
- 3 gennaio - Li Rong Mei, artista marziale cinese
- 3 gennaio - Cheryl Miller, ex cestista e allenatrice di pallacanestro statunitense
- 3 gennaio - Daniele Scarpa, ex canoista italiano
- 3 gennaio - Bruce LaBruce, artista, regista e scrittore canadese
- 3 gennaio - Zhao Faqing, allenatore di calcio e ex calciatore cinese
- 4 gennaio - Monica Bastiani, ex cestista italiana
- 4 gennaio - David Bowe, attore statunitense
- 4 gennaio - Aleksandr Fadeev, ex pattinatore artistico su ghiaccio sovietico
- 4 gennaio - Hasse Fröberg, cantante e chitarrista svedese
- 4 gennaio - Dot-Marie Jones, attrice e ex pesista statunitense
- 4 gennaio - Giuseppe Lorenzo, ex calciatore e allenatore di calcio italiano
- 4 gennaio - Gaetano Manfredi, politico e ingegnere italiano
- 4 gennaio - Scott Meents, ex cestista statunitense
- 4 gennaio - Juan Carlos Oliva, allenatore di calcio spagnolo
- 4 gennaio - Renco Posinković, ex pallanuotista croato
- 4 gennaio - Riki Takeuchi, attore e cantante giapponese
- 4 gennaio - Sebastián Uranga, ex cestista argentino
- 4 gennaio - Mauro Valentini, allenatore di calcio e ex calciatore italiano
- 4 gennaio - Budimir Vujačić, ex calciatore jugoslavo
- 4 gennaio - Hristo Šopov, attore bulgaro
- 5 gennaio - Eduardo Borrero, allenatore di calcio colombiano
- 5 gennaio - Jim Camazzola, allenatore di hockey su ghiaccio e ex hockeista su ghiaccio canadese
- 5 gennaio - Samuel Chomba, calciatore zambiano († 1993)
- 5 gennaio - Jeff Duback, allenatore di calcio e ex calciatore statunitense
- 5 gennaio - Miguel Ángel Jiménez, golfista spagnolo
- 5 gennaio - Tim Morrissey, ex cestista australiano
- 5 gennaio - Joe Mullen, allenatore di calcio e ex calciatore australiano
- 5 gennaio - Olivier Baroux, attore, regista e comico francese
- 5 gennaio - Bernard Piekorz, ex sollevatore polacco
- 5 gennaio - Ted Poley, cantante statunitense
- 5 gennaio - Antonio Righetti, cantante e bassista italiano
- 5 gennaio - Radmila Vasileva, ex cestista bulgara
- 5 gennaio - Igor' Višneveckij, poeta e scrittore russo
- 6 gennaio - Arbën Arbëri, allenatore di calcio e ex calciatore albanese
- 6 gennaio - Davide Ballardini, allenatore di calcio e ex calciatore italiano
- 6 gennaio - Loïc Courteau, ex tennista e allenatore di tennis francese
- 6 gennaio - Charles Haley, ex giocatore di football americano statunitense
- 6 gennaio - Konnan, ex wrestler cubano
- 6 gennaio - Henry Maske, ex pugile e attore tedesco
- 6 gennaio - Jacqueline Moore, ex wrestler statunitense
- 6 gennaio - Mario Occhiuto, architetto e politico italiano
- 6 gennaio - Laura Palazzani, filosofa italiana
- 6 gennaio - Paulo César Reis Meindl Von Berger, cestista e allenatore di pallacanestro brasiliano († 2019)
- 6 gennaio - Giacomo Pueroni, fumettista italiano († 2017)
- 6 gennaio - Anthony Scaramucci, imprenditore e politico statunitense
- 6 gennaio - Cara Seymour, attrice britannica
- 6 gennaio - Rafael Vidal, nuotatore e commentatore televisivo venezuelano († 2005)
- 6 gennaio - Dwayne Washington, cestista statunitense († 2016)
- 6 gennaio - Yuri, cantante, attrice e conduttrice televisiva messicana
- 7 gennaio - Hervé Balland, ex fondista francese
- 7 gennaio - Nicolas Cage, attore e produttore cinematografico statunitense
- 7 gennaio - Mar Carrera, attrice spagnola
- 7 gennaio - Bratan Cenov, ex lottatore bulgaro
- 7 gennaio - Pizo Gómez, ex calciatore spagnolo
- 7 gennaio - Anna-Maja Henriksson, politica finlandese
- 7 gennaio - Reggie de Jong, ex nuotatrice olandese
- 7 gennaio - Christian Louboutin, stilista francese
- 7 gennaio - Francisco Maciel, ex tennista messicano
- 7 gennaio - Darnell Martin, regista e sceneggiatrice statunitense
- 7 gennaio - Marco Matta, aviatore italiano († 1992)
- 7 gennaio - Luca Rigoni, giornalista e conduttore televisivo italiano
- 7 gennaio - Emanuele Trevi, critico letterario e scrittore italiano
- 8 gennaio - José Luis Carranza, ex calciatore peruviano
- 8 gennaio - Marc Quinn, artista britannico
- 8 gennaio - Ron Sexsmith, cantautore canadese
- 8 gennaio - Leigh-Anne Thompson, ex tennista statunitense
- 9 gennaio - Ramona Balthasar, ex canottiera tedesca
- 9 gennaio - Giselle Blondet, attrice e conduttrice televisiva portoricana
- 9 gennaio - Arnaldo Catinari, direttore della fotografia e regista italiano
- 9 gennaio - Agnieszka Czopek, ex nuotatrice polacca
- 9 gennaio - Ronald Dominique, serial killer statunitense
- 9 gennaio - Rocky George, chitarrista statunitense
- 9 gennaio - Hans van den Hende, vescovo cattolico olandese
- 9 gennaio - Luca Lionello, attore italiano
- 9 gennaio - Francisco Rubio, ex rugbista a 15, allenatore di rugby a 15 e dirigente sportivo argentino
- 9 gennaio - Luigi Russo, allenatore di calcio e ex calciatore italiano
- 9 gennaio - Lustmord, compositore e musicista britannico
- 10 gennaio - Joseph Aoun, generale e politico libanese
- 10 gennaio - Stefano Barba, ex rugbista a 15 e allenatore di rugby a 15 italiano
- 10 gennaio - John Bosa, ex giocatore di football americano statunitense
- 10 gennaio - Daniele Finzi Pasca, regista svizzero
- 10 gennaio - Tony Gardner, attore inglese
- 10 gennaio - Karen Josephson, sincronetta statunitense
- 10 gennaio - Sarah Josephson, sincronetta statunitense
- 10 gennaio - Bruno Maida, storico italiano
- 10 gennaio - Stephen Ameyu Martin Mulla, cardinale e arcivescovo cattolico sudsudanese
- 10 gennaio - Brad Roberts, cantante e chitarrista canadese
- 10 gennaio - Pietro Suber, giornalista e regista italiano
- 10 gennaio - Krista Tesreau, attrice televisiva statunitense
- 11 gennaio - Torstein Aagaard-Nilsen, compositore norvegese
- 11 gennaio - Maria Cristina Caretta, politica italiana
- 11 gennaio - Albert Dupontel, attore, comico e regista francese
- 11 gennaio - Yolanda Hadid, modella, personaggio televisivo e imprenditrice olandese
- 11 gennaio - Craig Hawker, chimico australiano
- 11 gennaio - Eduardo Masso, ex tennista argentino
- 11 gennaio - Patrícia Pillar, attrice e conduttrice televisiva brasiliana
- 11 gennaio - Anthony Teuma, vescovo cattolico maltese
- 11 gennaio - Aleksandr Vedernikov, direttore d'orchestra russo († 2020)
- 12 gennaio - Laura Arraya, allenatrice di tennis e ex tennista argentina
- 12 gennaio - Abdeslem Benabdellah, ex calciatore e ex giocatore di calcio a 5 algerino
- 12 gennaio - Vincenzo Boccia, imprenditore italiano
- 12 gennaio - Vincenzo Cosco, allenatore di calcio e calciatore italiano († 2015)
- 12 gennaio - Luca Donini, sassofonista, clarinettista e compositore italiano
- 12 gennaio - Pietro Galeotti, autore televisivo, giornalista e scrittore italiano
- 12 gennaio - Michela Giuffrida, politica e giornalista italiana
- 12 gennaio - Salvatore Antonio Nobile, allenatore di calcio e ex calciatore italiano
- 12 gennaio - Erminio Piserchia, allenatore di calcio e ex calciatore italiano
- 12 gennaio - Jeff Bezos, imprenditore e ingegnere statunitense
- 12 gennaio - Valdo Filho, allenatore di calcio e ex calciatore brasiliano
- 13 gennaio - Chen Lin-lian, ex cestista taiwanese
- 13 gennaio - Dieter Lieberwirth, allenatore di calcio e ex calciatore tedesco
- 13 gennaio - Emanuel Lowell, ex calciatore maltese
- 13 gennaio - Penelope Ann Miller, attrice statunitense
- 13 gennaio - Claus Nielsen, ex calciatore danese
- 13 gennaio - Antonio Onorato, compositore e chitarrista italiano
- 13 gennaio - Luigi Rudilosso, ex pallamanista e allenatore di pallamano italiano
- 13 gennaio - Gloria Siebert, ex ostacolista tedesca
- 14 gennaio - Anja Aandewiel, ex cestista olandese
- 14 gennaio - Emmanuelle Blanchet, ex cestista francese
- 14 gennaio - Marie-Christine Calleja, ex tennista francese
- 14 gennaio - Germana Cantarini, boccista italiana
- 14 gennaio - Massimo Coghe, fantino italiano
- 14 gennaio - Mark Dempsey, allenatore di calcio e ex calciatore inglese
- 14 gennaio - Said Dghay, ex calciatore marocchino
- 14 gennaio - Henk Duut, ex calciatore e allenatore di calcio olandese
- 14 gennaio - Timothy Harris, politico nevisiano
- 14 gennaio - Tommy Kane, ex giocatore di football americano canadese
- 14 gennaio - Bev Kinch, ex velocista e lunghista britannica
- 14 gennaio - Ernest Miller, attore e ex wrestler statunitense
- 14 gennaio - Sergej Nemčinov, ex hockeista su ghiaccio russo
- 14 gennaio - Maurizio Poli, ex calciatore italiano
- 14 gennaio - Launay Saturné, arcivescovo cattolico haitiano
- 14 gennaio - Kosma Złotowski, politico polacco
- 14 gennaio - Uwe Wegmann, allenatore di calcio e ex calciatore tedesco
- 15 gennaio - Andrea Benetti, pittore, fotografo e disegnatore italiano
- 15 gennaio - Olivier Dall'Oglio, allenatore di calcio e ex calciatore francese
- 15 gennaio - Craig Fairbrass, attore e sceneggiatore britannico
- 15 gennaio - Jan Kounen, regista, sceneggiatore e produttore cinematografico olandese
- 15 gennaio - Andreas Vogler, architetto e designer svizzero
- 16 gennaio - Stefano Carobbi, allenatore di calcio e ex calciatore italiano
- 16 gennaio - Els Dottermans, attrice belga
- 16 gennaio - Steve Penney, ex calciatore nordirlandese
- 16 gennaio - Massimo Pigliucci, filosofo, blogger e divulgatore scientifico italiano
- 16 gennaio - Nikolaj Razgonov, ex velocista sovietico
- 16 gennaio - Katherine Willis, biologa, ecologa e politica britannica
- 17 gennaio - Maurizio Capone, musicista, cantautore e percussionista italiano
- 17 gennaio - Paolo Carraro, ex canoista italiano
- 17 gennaio - Don Cazayoux, politico statunitense
- 17 gennaio - Aleksej Borisovič Erëmenko, allenatore di calcio e ex calciatore russo
- 17 gennaio - Claudio Gabetta, allenatore di calcio e ex calciatore italiano
- 17 gennaio - Kim Joo-sung, dirigente sportivo, allenatore di calcio e ex calciatore sudcoreano
- 17 gennaio - Michelle Obama, avvocata e scrittrice statunitense
- 17 gennaio - Andy Rourke, bassista britannico († 2023)
- 17 gennaio - John Schuster, rugbista a 13 e rugbista a 15 samoano
- 17 gennaio - Yves Sente, fumettista belga
- 17 gennaio - Oswald Tötsch, ex sciatore alpino italiano
- 18 gennaio - Carmen Aristegui, giornalista, conduttrice televisiva e conduttrice radiofonica messicana
- 18 gennaio - Gustavo Bebianno, politico e avvocato brasiliano († 2020)
- 18 gennaio - Donato Bendicenti, giornalista italiano
- 18 gennaio - Jane Horrocks, attrice e doppiatrice britannica
- 18 gennaio - Andrea Leand, ex tennista statunitense
- 18 gennaio - Doug Lewis, ex sciatore alpino statunitense
- 18 gennaio - Enrico Lo Verso, attore italiano
- 18 gennaio - Michael Roberds, attore canadese († 2016)
- 18 gennaio - Massimo Viglione, scrittore italiano
- 18 gennaio - Lázaro Vargas Alverez, giocatore di baseball cubano
- 19 gennaio - Fabio Andreassi, ex velocista italiano
- 19 gennaio - Ricardo Arjona, cantautore e musicista guatemalteco
- 19 gennaio - Mark Bellini, ex giocatore di football americano statunitense
- 19 gennaio - Bi Feiyu, scrittore, docente e giornalista cinese
- 19 gennaio - Ruggero Cappuccio, scrittore e regista italiano
- 19 gennaio - Giovanni Coda, regista, sceneggiatore e fotografo italiano
- 19 gennaio - Andreas Dorau, cantante, musicista e regista tedesco
- 19 gennaio - Mario Grande, cantautore italiano
- 19 gennaio - Jim Morris, ex giocatore di baseball statunitense
- 19 gennaio - Clinton Smith, ex cestista statunitense
- 19 gennaio - Gheorghe Untu, artista moldavo
- 19 gennaio - Enrique Verduga, ex calciatore ecuadoriano
- 20 gennaio - Massimo Agostini, allenatore di calcio, ex calciatore e ex giocatore di beach soccer italiano
- 20 gennaio - Angelo Carosi, ex siepista, mezzofondista e maratoneta italiano
- 20 gennaio - Augusto Ferrer-Dalmau, pittore spagnolo
- 20 gennaio - Gregor Golobič, politico sloveno
- 20 gennaio - Mark Gottfried, ex cestista e allenatore di pallacanestro statunitense
- 20 gennaio - Oswaldo Guillén, ex giocatore di baseball e allenatore di baseball venezuelano
- 20 gennaio - Ron Harper, ex cestista e allenatore di pallacanestro statunitense
- 20 gennaio - Luboš Kubík, allenatore di calcio e ex calciatore ceco
- 20 gennaio - Kazushige Nojima, sceneggiatore e scrittore giapponese
- 20 gennaio - Martín Ramírez, ex calciatore peruviano
- 20 gennaio - Giuseppe Recchi, dirigente d'azienda italiano
- 20 gennaio - Roger Smith, ex tennista bahamense
- 20 gennaio - Paolo Vivaldi, compositore italiano
- 20 gennaio - Nobuo Yamada, cantante giapponese († 2025)
- 20 gennaio - Fareed Zakaria, giornalista indiano
- 20 gennaio - Željko Komšić, politico bosniaco
- 21 gennaio - Stuart Bale, ex tennista britannico
- 21 gennaio - Andreas Bauer, saltatore con gli sci tedesco
- 21 gennaio - Somjit Borthong, cantante thailandese
- 21 gennaio - Ariel Cozzoni, ex calciatore argentino
- 21 gennaio - Tony Dolan, cantante e bassista inglese
- 21 gennaio - Umberto Erriu, militare italiano († 1988)
- 21 gennaio - Jimmy Ghione, personaggio televisivo italiano
- 21 gennaio - Mohamed Manaâ, ex calciatore algerino
- 21 gennaio - Gérald Passi, ex calciatore francese
- 21 gennaio - Reggie Rogers, giocatore di football americano statunitense († 2013)
- 21 gennaio - Ricardo Serna, ex calciatore spagnolo
- 21 gennaio - Timmy Smith, ex giocatore di football americano statunitense
- 21 gennaio - Aleksandar Šoštar, ex pallanuotista jugoslavo
- 21 gennaio - Danny Wallace, ex calciatore inglese
- 22 gennaio - Nigel Benn, ex pugile britannico
- 22 gennaio - Emmanuel Faber, manager francese
- 22 gennaio - Kim Kwang-seok, cantautore sudcoreano († 1996)
- 22 gennaio - Catherine Quittet, ex sciatrice alpina francese
- 22 gennaio - Pietro Spagnoli, baritono italiano
- 22 gennaio - Stojko Vranković, ex cestista jugoslavo
- 23 gennaio - Jonatha Brooke, cantautrice e chitarrista statunitense
- 23 gennaio - Bernard Ferrer, ex calciatore francese
- 23 gennaio - Mariska Hargitay, attrice statunitense
- 23 gennaio - Bharrat Jagdeo, politico guyanese
- 23 gennaio - Pascal Lance, ex ciclista su strada francese
- 23 gennaio - Gary Mackay, ex calciatore e allenatore di calcio scozzese
- 23 gennaio - Abraham Nava, ex calciatore messicano
- 23 gennaio - Leopoldo Santovincenzo, regista e autore televisivo italiano
- 23 gennaio - Jaana Savolainen, ex fondista finlandese
- 23 gennaio - Lloyd Smucker, politico statunitense
- 23 gennaio - Frank Winters, ex giocatore di football americano statunitense
- 23 gennaio - Ferdinand Xhaferri, politico albanese
- 24 gennaio - Violeta Bulc, politica slovena
- 24 gennaio - Luca Cecconi, allenatore di calcio e ex calciatore italiano
- 24 gennaio - Stefano Cerioni, maestro di scherma e ex schermidore italiano
- 24 gennaio - Rodolfo Corsato, attore italiano
- 24 gennaio - Annika Dahlman, ex fondista svedese
- 24 gennaio - Guido Di Leone, chitarrista italiano
- 24 gennaio - Orsetta Gregoretti, attrice italiana
- 24 gennaio - Carl Limberger, ex tennista australiano
- 24 gennaio - Carole Merle, ex sciatrice alpina francese
- 24 gennaio - Todd Williamson, pittore statunitense
- 25 gennaio - Ian Butterworth, allenatore di calcio e ex calciatore inglese
- 25 gennaio - Tim Kempton, ex cestista statunitense
- 25 gennaio - Roman Rupp, ex sciatore alpino austriaco
- 26 gennaio - Zeid Ra'ad Al Hussein, diplomatico giordano
- 26 gennaio - Chico César, cantante, compositore e scrittore brasiliano
- 26 gennaio - Christakīs Christoforou, allenatore di calcio e ex calciatore cipriota
- 26 gennaio - Dias Graça, ex calciatore portoghese
- 26 gennaio - Manuel Jiménez Jiménez, allenatore di calcio, dirigente sportivo e ex calciatore spagnolo
- 26 gennaio - Paul Johansson, attore e regista statunitense
- 26 gennaio - Wendy Melvoin, chitarrista e cantautrice statunitense
- 26 gennaio - Nenad Milosevic, ex pallamanista bosniaco
- 26 gennaio - Torkil Nielsen, ex calciatore faroese
- 27 gennaio - Lale Başar, attrice turca
- 27 gennaio - Bridget Fonda, attrice statunitense
- 27 gennaio - Paul Fortier, ex cestista e allenatore di pallacanestro statunitense
- 27 gennaio - Jack Haley, cestista e allenatore di pallacanestro statunitense († 2015)
- 27 gennaio - Roberto Iavarone, poliziotto italiano († 1984)
- 27 gennaio - Peter Méndez, ex calciatore uruguaiano
- 27 gennaio - Birgit Peter, ex canottiera tedesca
- 27 gennaio - Karen Stemmle, ex sciatrice alpina canadese
- 28 gennaio - Muharrem Dosti, allenatore di calcio e ex calciatore albanese
- 28 gennaio - Juan Carlos González Salvador, dirigente sportivo e ex ciclista su strada spagnolo
- 28 gennaio - Rasim Ljajić, politico serbo
- 28 gennaio - Joaquin Llach, ex ciclista su strada spagnolo
- 28 gennaio - David McPherson, allenatore di calcio e ex calciatore scozzese
- 28 gennaio - Dirk Meier, ex pistard tedesco
- 28 gennaio - Rozalia Oros, ex schermitrice rumena
- 28 gennaio - Giovanni Piperno, regista e fotografo italiano
- 28 gennaio - Juergen Teller, fotografo tedesco
- 28 gennaio - Stefano Zanatta, dirigente sportivo e ex ciclista su strada italiano
- 29 gennaio - Holger Behrendt, ex ginnasta tedesco
- 29 gennaio - Alexandre Djomo Wafo, ex calciatore e allenatore di calcio camerunese
- 29 gennaio - John Gallagher, rugbista a 15 neozelandese
- 29 gennaio - Lamberto Giannini, prefetto e poliziotto italiano
- 29 gennaio - Annette Keur, ex cestista olandese
- 29 gennaio - Grigorij Konstantinopol'skij, regista e attore russo
- 29 gennaio - Abilio Martínez Varea, vescovo cattolico spagnolo
- 29 gennaio - Minetarō Mochizuki, fumettista giapponese
- 29 gennaio - Fransiskus Nipa, arcivescovo cattolico indonesiano
- 29 gennaio - Andre Reed, ex giocatore di football americano statunitense
- 29 gennaio - Jourdan Serderidis, pilota di rally greco
- 29 gennaio - Zvonko Stanojoski, scacchista macedone
- 29 gennaio - John Wood, attivista statunitense
- 30 gennaio - Carlo D'Amore, scacchista italiano
- 30 gennaio - Randy Fenoli, stilista e conduttore televisivo statunitense
- 30 gennaio - Alberta Figari, dirigente d'azienda italiana
- 30 gennaio - Marcel Jacob, bassista svedese († 2009)
- 30 gennaio - Curtis Kitchen, ex cestista statunitense
- 30 gennaio - Christer Majbäck, ex fondista svedese
- 30 gennaio - Ihor Petrov, ex calciatore ucraino
- 30 gennaio - Otis Smith, ex cestista, allenatore di pallacanestro e dirigente sportivo statunitense
- 31 gennaio - Sylvie Bernier, tuffatrice canadese
- 31 gennaio - Vincenzo Calvosa, vescovo cattolico italiano
- 31 gennaio - Tauqeer Dar, ex hockeista su prato pakistano
- 31 gennaio - David Díaz Rivero, allenatore di pallacanestro e ex cestista venezuelano
- 31 gennaio - Cato Erstad, ex calciatore norvegese
- 31 gennaio - Jeff Hanneman, chitarrista statunitense († 2013)
- 31 gennaio - Dana Laurita, attrice statunitense
- 31 gennaio - Miki Maya, attrice giapponese
- 31 gennaio - Nils Muižnieks, politologo e attivista lettone
- 31 gennaio - Gianluca Pol, ex cestista italiano